# Burgstall Schlossberg (Marklkofen)
Der Burgstall Schlossberg ist eine abgegangene Höhenburg nahe dem Gemeindeteil Mülleröd der niederbayerischen Gemeinde Marklkofen im Landkreis Dingolfing-Landau.
Er liegt 720 m nordöstlich von Mülleröd und etwa 3,3 km südöstlich von Marklkofen. Er wird als Bodendenkmal unter der Aktennummer D-2-7441-0016 im Bayernatlas als „ebenerdiger Ansitz des Mittelalters“ geführt.

## Beschreibung
Der Burgstall Schlossberg liegt im oberen Bereich eines steilen, bewaldeten Osthanges des Schlossberges. Die leicht nach Westen abfallende, unebene Innenfläche des Burgareals beträgt 35 (Nord-Süd-Richtung) × 25 m (Ost-West-Richtung). Sie wird nach Norden und Süden durch einen geradlinigen und einen nach Westen leicht gebogenen Böschungsabfall begrenzt. Gegen das allmählich ansteigende Hinterland im Osten sichert ein sichelförmiger Wall mit davor gelegtem Graben die Anlage ab. Von dem nach Westen abfallenden Innenraum erhebt sich ein Wall bis zu 3 m Höhe, dieser fällt von der Wallkrone bis zur Talsohle um 5,5 m ab, wobei die äußere Grabenböschung wieder um 2,5 m ansteigt. Am inneren Wall befindet sich ein Eingrabungsloch mit ringförmiger Aufschüttung.